# Équipe de Taïwan de baseball

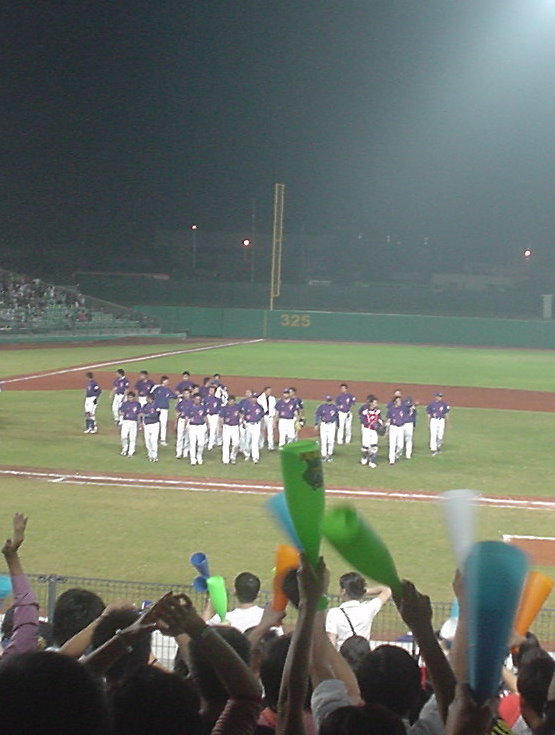
L'équipe de Taïwan en 2006

Uniformes
L'équipe de Taipei Chinois de baseball représente Taïwan lors des compétitions internationales, comme le Classique mondiale de baseball, les Jeux olympiques ou la Coupe du monde de baseball notamment.
La sélection taïwannaise reste sur une décevante 8e place lors de la Coupe du monde de baseball 2007 organisé à domicile du 6 au 18 novembre 2007 et une cinquième place lors du tournoi olympique de Pékin.

## Palmarès
Jeux olympiques
- 1992 :  2e
- 1996 : non qualifiée
- 2000 : non qualifiée
- 2004 : 5e
- 2008 : 5e

Baseball à l'Universiade d'été
- 1993 : 6e
- 1995 : 5e
- 2015 :  1er
- 2017 : 5e

Championnat du monde de baseball universitaire
- 2002 : 4e
- 2004 : 4e
- 2006 :  2e
- 2008 :  3e
- 2010 : 6e
- 2018 :  2e

Classique mondiale de baseball
- 2006 : éliminée au 1er tour
- 2009 : éliminée au 1er tour
- 2013 : éliminée au 2e tour
- 2017 : éliminée au 1er tour
- 2023 : Phase de groupes

Coupe du monde de baseball U-23
- 2014 : 7e
- 2016 : 5e
- 2018 :  1er

Coupe du monde de baseball
| - 1970 : non qualifiée - 1971 : non qualifiée - 1972 : 8e - 1973 : 5e - 1974 : 8e - 1976 : 7e - 1978 : non qualifiée |  | - 1980 : non qualifiée - 1982 : 4e - 1984 : 2e - 1986 : 3e - 1988 : 3e - 1990 : 6e - 1994 : 6e |  | - 1998 : 13e - 2001 : 3e - 2003 : 4e - 2005 : 12e - 2007 : 8e - 2009 : 8e - 2011 : 13e |

Coupe intercontinentale de baseball
| - 1973 : 7e - 1975 : non qualifiée - 1977 : 7e - 1979 : non qualifiée - 1981 : non qualifiée - 1983 : 3e |  | - 1985 : 4e - 1987 : 4e - 1989 : 6e - 1991 : 4e - 1993 : non qualifiée - 1995 : 7e |  | - 1997 : non qualifiée - 1999 : 5e - 2002 : 4e - 2006 : 3e - 2010 : 4e |

Championnat d'Asie de baseball
| - 1954 : 4e - 1955 : 2e - 1959 : 3e - 1962 : 3e - 1963 : 3e - 1965 : 3e - 1967 : 3e - 1969 : 2e |  | - 1971 : 5e - 1973 : 3e - 1975 : 4e - 1983 : 1er - 1985 : 2e - 1987 : 1er - 1989 : 1er - 1991 : 2e |  | - 1993 : 3e - 1995 : 3e - 1997 : 3e - 1999 : 3e - 2001 : 1er - 2003 : 2e - 2005 : 2e - 2007 : 3e |  | - 2009 : 2e - 2012 : 2e - 2015 : 2e - 2017 : 2e - 2019 : 1er - 2023 : 2e |